# Stora Hyggesjön
Stora Hyggesjön är en sjö i Alingsås kommun i Västergötland och ingår i Göta älvs huvudavrinningsområde. Sjön är 7,9 meter djup, har en yta på 0,02 kvadratkilometer och befinner sig 162 meter över havet.